# Chlorocala africana
Chlorocala africana – gatunek chrząszcza z rodziny poświętnikowatych i podrodziny kruszczycowatych.